# Barbara Dzido-Lelińska
Barbara Dzido-Lelińska (ur. 11 grudnia 1940 w Ostrołęce) – polska aktorka.

## Filmografia
- 2002: Edi jako barmanka Jadzia
- 2000: Człowiek wózków jako zakonnica
- 1990: W piątą stronę świata
- 1990: Gorzka miłość jako Wydrowa
- 1989: 300 mil do nieba jako sędzia
- 1988: Amerykanka
- 1987: Prywatne śledztwo
- 1987: Komediantka jako aktorka
- 1986: Pierścień i róża
- 1986: Komediantka jako aktorka
- 1986: Kryptonim „Turyści” jako „Buźka”
- 1986: Pogrzeb lwa jako Potapczukowa
- 1985: Przyłbice i kaptury
- 1984: To tylko rock jako matka Sylwii
- 1984: Romans z intruzem jako Resenblattowa
- 1981: Mężczyzna niepotrzebny! jako siostra oddziałowa
- 1981: Rodzina Leśniewskich
- 1978: Życie na gorąco jako sąsiadka Mecenasa

## Polski dubbing
- 1991: Kot Filemon
- 1990: Robin Hood – Will
- 1985: Mała księżniczka – Molly
- 1961: 101 dalmatyńczyków – Anita (stary dubbing)
- 1956: Herbaciarnia „Pod Księżycem” – Kwiat Lotosu